# Провальо д'Изео
Прова̀льо д'Ѝзео (на италиански: Provaglio d'Iseo, на източноломбардски: Proài, Проай) е градче и община в Северна Италия, провинция Бреша, регион Ломбардия. Разположено е на 330 m надморска височина. Населението на общината е 7164 души (към 2011 г.).